# Yiğit Arslan
Yiğit Arslan (Osmangazi, 12 maggio 1996) è un cestista turco.

## Carriera
Con la Turchia ha disputato i Campionati mondiali del 2019.